# La Chapelle-Saint-Jean
 La Chapelle-Saint-Jean  (en occitano La Chapela Sent Joan) es una población y comuna francesa, situada en la región de Aquitania, departamento de Dordoña, en el distrito de Périgueux y cantón de Hautefort.

## Demografía
| 98 | 67 | 62 | 74 | 69 | 62 |
| Para los censos de 1962 a 1999 la población legal corresponde a la población sin duplicidades (Fuente: INSEE [Consultar]) |    |    |    |    |    |